# Хенисси, Таха Яссин
Таха Яссин Хенисси (араб. طه ياسين الخنيسي‎; род. 6 января 1992, Зарзис, Меденин) — тунисский футболист, центральный нападающий клуба «Аль-Кувейт» и национальной сборной Туниса.

## Клубная карьера
Во взрослом футболе дебютировал в 2010 году за команду «Эсперанс», в которой провел два сезона, но не был основным игроком, приняв участие лишь в 4 матчах чемпионата.
Поэтому в начале 2012 года перешел в «Сфаксьен». Сыграл за сфакскую команду следующие три с половиной сезона своей игровой карьеры. Большинство времени, проведенного в составе «Сфаксьен», был основным игроком атакующей звена команды и помог выиграть чемпионат Туниса и Кубок Конфедерации КАФ.
Летом 2015 года Хенисси вернулся в «Эсперанс».

## Карьера за сборную
23 марта 2013 дебютировал за национальную сборную Туниса в матче отбора к чемпионату мира 2014 против Сьерра-Леоне (2:1).
В составе сборной был участником Кубка африканских наций 2017 в Габоне.
Летом 2019 года Таха Яссин был вызван в состав своей национальной сборной на Кубок африканских наций в Египте. В матче 1/8 финала против Ганы забил гол, а его команда в серии послематчевых пенальти оказалась сильнее.

### Голы за сборную
| Гол | Дата            | Место                                                   | Соперник  | Счёт | Результат | Турнир                   |
| --- | --------------- | ------------------------------------------------------- | --------- | ---- | --------- | ------------------------ |
| 1.  | 9 октября 2015  | Олимпийский стадион, Радес, Тунис                       | Габон     | 1-0  | 3-3       | Товарищеский матч        |
| 2.  | 3 июня 2016     | Стад д'Вилль, Джибути, Джибути                          | Джибути   | 3-0  | 3-0       | Квалификация на КАН 2017 |
| 3.  | 4 сентября 2016 | Мустафа Бен Джаннет, Монастир, Тунис                    | Либерия   | 2-0  | 4-1       | Квалификация на КАН 2017 |
| 4.  | 23 января 2017  | Стад д'Ангондже, Либревиль, Габон                       | Зимбабве  | 3-0  | 4-2       | КАН 2017                 |
| 5.  | 11 июня 2017    | Олимпийский стадион, Радес, Тунис                       | Египет    | 1-0  | 1-0       | Квалификация на КАН 2019 |
| 6.  | 9 сентября 2018 | Мавусо, Манзини, Свазиленд                              | Свазиленд | 1-0  | 2-0       | Квалификация на КАН 2019 |
| 7.  | 17 июня 2019    | Олимпийский стадион, Радес, Тунис                       | Бурунди   | 1-0  | 2-1       | Товарищеский матч        |
| 8.  | 8 июля 2019     | Исмаилия, Исмаилия, Египет                              | Гана      | 1-0  | 1-1       | КАН 2019                 |
| 9.  | 8 июля 2019     | Омниспортс дю Чемпин де Ронде, Круасси-сур-Сен, Франция | Коморы    | 1-0  | 1-0       | Товарищеский матч        |

## Достижения
- Чемпион Туниса: 2009/10, 2010/11, 2012/13
- Обладатель Кубка Туниса: 2010/11, 2015/16
- Обладатель Кубка Конфедерации КАФ: 2013
- Чемпион Лиги чемпионов КАФ: 2011